# Diospyros margaretae
Diospyros margaretae är en tvåhjärtbladig växtart som beskrevs av Frank White. Diospyros margaretae ingår i släktet Diospyros och familjen Ebenaceae. Inga underarter finns listade i Catalogue of Life.